# Potomci kraljice Viktorije
Kraljica Viktorija je skupaj z možem, princem Albertom imela 9 otrok, 42 vnukov in 87 pravnukov. Viktorija je kot monarhinja vladala od leta 1937 do 1901, z Albertom pa sta bila poročena od 1940 do njegove smrti leta 1861. Svoje otroke je par poročil v kraljeve hiše, kar je Viktoriji dalo naziv „babica Evrope”.

## Družina Viktorije in Alberta
Kraljica Viktorija je bila edinka, čeprav je njen oče izhajal iz velike družine. Njena stara starša sta bila kralj Jurij III ter kraljica Šarlota, ki sta imela petnajst otrok, njuni otroci pa v širitvi svoje kraljevske linije niso bili pol toliko uspešni. Viktorija je bila edini otrok princa Edvarda Avgusta in Viktorije Saško-Coburško-Saalfedske, njen mož in prvi bratranec princ Albert Saško-Coburško in Gothski pa je imel starejšega brata. Skupaj sta Viktorija in Albert imela štiri sinove in pet hčera, preko njih pa dvaindvajset vnukinj in dvajset vnukov.
- Vseh devet otrok Viktorije in Alberta je bilo poročenih v kraljeve družine po evropski celini:
- Princesa Viktorija Adelajda Marija Luiza ∞ nemški cesar Friderik III.
- Princ Albert Edvard, kasneje kralj Edvard VII. ∞ danska princesa Aleksandra
- Princesa Alice Maud Marija ∞ hessenski veliki vojvoda Ludvik IV.
- Princ Alfred Ernest Albert, vojvoda Saško-Cobuški in Gothski ter vojvoda Edinburški ∞ ruska velika kneginja Marija Aleksandrovna
- Princesa Helena Avgusta Viktorija ∞ schleswiško-holsteinski princ Kristjan
- Princesa Luiza Karolina Alberta ∞ argyllski vojvoda John Campbell
- Princ Artur Viljem Patrik Albert ∞ pruska princesa Luiza Margareta
- Prince Leopold Jurij Duncan Albert ∞ waldeška in pyrmontska princesa Helena
- Princesa Beatrika Marija Viktorija Feodora ∞ battenberški princ Henrik

Viktorija in Albert sta bila v sorodu preko dedka, vojvoda Francis Saško-Coburški-Saalfedski in babice, grofice Avguste Reuss, med njunimi vnuki pa sta se prav tako poročila dva para:
•	Princesa Irena hessenska in renska, hči princese Alice, se je poročila s princem Henrikom pruskim, sinom princese Viktorije.
•	Veliki vojvoda Ernest Ludvik hessenski, sin princese Alice, se je poročil s princeso Viktorijo Melito, hčerjo princa Alfreda, vojvoda Saško-Coburški in Gothski
Princ Albert je umrl 14. decembra 1861, v času svojega življenja je tako dočakal le poroko svoje najstarejše hčere, princese Viktorije z takratnim princem Friderikom Viljemom pruskim, prav tako pa je dočakal tudi le dva rojstva svojih vnukov, otrok princese Viktorije. Medtem pa je Viktorija doživela rojstva vseh svojih vnukov, ter tudi veliko število svojih pravnukov. Viktorija je preživela tri svoje otroke, princesa Alice je umrla decembra 1878, princ Leopold marca 1884 ter princ Alfred julija 1900. Sama je umrla januarja 1901, njeni smrti pa je pet mesecev kasneje sledila najstarejša hči, princesa Viktorija, avgusta 1901. Kraljica pa je preživela tudi sedem svojih vnukov:
- Princ Sigmund pruski je leta 1866 umrl za meningitisom,
- Prince Friderik Hessenski in renski je leta 1873 po padcu z okna izkrvavel,
- Princesa Marija Hessenska in renska je leta 1878 umrla za davico,
- Princ Waldemar pruski je leta 1879 prav tako umrl za davico,
- Princ Albert Viktor, vojvoda Clarence in Avondale je umrl leta 1892 za influenzo,
- Prince Alfred, Saško-Coburški in Gothski se je leta 1899 ustrelil,
- Prince Kristjan Viktor, schleswiškoholsetinski je leta 1900 umrl za malarijo.

Viktorijini potomci, sedanji in nekdanji, ki vladajo, oziroma so vladali, v evropskih monarhijah so:
- Karel III. Britanski
- Harald V. Norveški
- Karl XVI. Gustav Švedski
- Filip VI. Španski
- Margareta II. Danska, abdicirala
- Konstantin II. Grški, odstavljen s prestola
- Mihael I. Romunski, odstavljen s prestola

## Otroci Viktorije in Alberta
Kraljica Viktorija se je s princem Albertom poročila 10 februarja 1840. Sorodstveno sta ju povezovala par starih staršev, Franc, vojvoda Saški-Coburški-Saalfedski in grofico Avgusto, ki sta bila starša Albertovega očeta, Ernesta I. vojvodo Saškega-Coburškega in Gothskega ter Viktorijine mame, princese Viktorije Saške-Coburške-Saalfedske.
Viktorija, kraljica Združenega kraljestva Velike Britanije in Irske, kasneje tudi cesarica Indije ∞ Princ Albert Saško-Coburški in Gothski, kasneje princ soprog
Med njune otroke sta spadala tudi kralj Edvard VII. Britanski in nemška cesarica Viktorija, med njune vnuke pa kralj Jurij V. Britanski, nemški cesar Viljem II., ruska cesarica Alexandra, norveška kraljica Matilda, grška kraljica Sofija, kraljica Romunije Marija ter kraljica Španije Viktorija Evgenija. 
Viktorija je imela s svojimi otroci zelo različne odnose, vendar je bila zelo vesela svoje prve hčerke. Čeprav kraljica ni marala nosečnosti in počitka pred porodom, prav tako ni marala dojenja, je še pred krstom svoje prvorojenke ponovno zanosila, s princem Albertom Edvardom valižanskim, kasnejšim Edvardom VII. Britanskim. Po drugem porodu je kraljica trpela za, danes znan termin, poporodno depresijo, trenje pa je povzročala tudi njena mati, princesa Viktorija Saško-Coburška-Saalfedska. Sčasoma, ter s prihodom naslednjih otrok, se je družina enajstih privadila kraljevskega stila družinskega življenja. Sicer se je s težavo poistovetila s svojimi otroci, vendar se je kot vdova Viktorija na svoje otroke navezala in z njimi vzdrževala redno korespondenco.
Največ težav sta Viktoriji povzročala sinova Albert Edvard in Leopold, s svojim najstarejšim sinom sta imela napete odnose tudi dolgo po Albertovi smrti. Leopold pa je bil prvi otrok, ki je takoj po rojstvu začel kazati znake bolezni, kasneje so mu postavili diagnozo hemofilije, Viktorijo pa identificirali kot prvo kraljevo nosilko te krvne bolezni.
Svojo najmlajšo hči, princeso Beatriko je kraljica rodila štiri leta pred moževo smrtjo, nakar se je Viktorija nanjo tudi navezala. Njej je kot edini od svojih otrok skoraj prepovedala poroko, na koncu je vanjo privolila zgolj pod pogojem, da bosta Beatrika in njen mož tudi po poroki ostala v Angliji, blizu svoje matere.
Njuni otroci so bili:
- Princesa Viktorija Adelajda Marija Luiza (1840-1901)
- Princ Albert Edvard, kasneje kralj Edvard VII. (1841-1910)
- Princesa Alice Matilda Marija (1843-1878)
- Princ Alfred Ernest Albert, vojvoda Saško-Cobuški in Gothski ter vojvoda Edinburški (1844-1900)
- Princesa Helena Avgusta Viktorija (1846-1923)
- Princesa Luiza Karolina Alberta (1848-1939)
- Princ Artur Viljem Patrik Albert (1850-1942)
- Prince Leopold Jurij Duncan Albert (1853-1884)
- Princesa Beatrika Marija Viktorija Feodora (1857-1944)

### Viktorija, kraljeva princesa
Princ Albert je pri poroki svoje prvorojene hčere imel največ vpliva ter bil v samo dinastično povezovanje najbolj vpleten. Albert je odraščal v razdeljeni Nemčiji, želel pa si je Nemčijo združiti in to je nameraval storiti s poroko svoje hčere. Bil je namreč mnenja, da mora pobuda za združitev Nemčije priti iz Prusije, ki bi morala kot protestanska dežela voditi Nemčijo v združitev v Veliko Nemčijo, ki bi s svojo močjo držala ravnovesje med Francijo in Rusijo. Svojo prvorojenko Viktorijo je tako poročil s pruskim princem Friderikom Viljemom, v pričakovanju, da bo mlad par dokaj hitro prevzel prestol kralja Viljelma I. pruskega, ki je ob poroki že preko šestdeset. Vendar se je Viljelm I. obdržal na prestolu, sam pa je verjel v "božjo pravico kraljev" ter bil ponosen autokrat. Viktorija in Friderik sta tako bila prisiljena čakati v zaodrju Viljema I., ki je doživel 91 let, tako je vladal še 27 let po poroki kraljevega para. Viljem je tudi za ministrskega predsednika Prusije določil Otta von Bismarcka, ki pa je na koncu vendar združil Nemčijo in postal tudi njen prvi kancler.
Viktorijin mož, Friderik III., je umrl 15. junija 1888 in na prestolu ga je nasledil njegov sin Viljem II. Viktorija se je po smrti moža umaknila iz političnega ter kraljevega življenja ter se posvetila svojim najmaljšim trem hčeram, ki so bile na matero navezane veliko bolj kot njeni trije odrasli otroci. Tako je Viktorija tudi odobrila zaroko svoje najmlajše hčere s princem Konstantinom Grškim in par se je oktobra 1889 tudi poročil. Njuno poroko je odobraval tudi njen starejši brat, cesar Viljem II, saj je s poroko Sofija združila kraljeve hiše Nemčije, Velike Britanije, Grčije, Danske in Rusije. Dinastija v katero pa se je poročila je bila popolnoma nova, saj je kralj Jurij I. bil prvi grški kralj svoje kraljeve družine.
Skupaj z možem sta imela osem otrok:
- Viljem, kraljevi princ, kasneje Viljem II. nemški cesar in kralj Prusije (1859-1941)
- Princesa Šarlota pruska (1860-1919)
- Princ Henrik pruski (1862-1929)
- Princ Sigmund pruski (1864-1866)
- Princesa Viktorija pruska (1866-1929)
- Princ Waldemar pruski (1868-1879)
- Princesa Sofija pruska (1870-1932)
- Princesa Margareta pruska (1872-1954)

Od njunih otrok se je princesa Sofija pruska poročila s kraljem Konstantinom I. Grškim in z njim imela šest otrok, med katerimi so bili tudi kralj Jurij II. Grški, Aleksandra kraljica Jugoslavije in Helena kraljica Romunije. 

### Edvard VII
Bertie, valižanski princ, je živel svoje kraljevo življenje v stilu. Poročil se je 10. marca 1863, z dansko princeso Aleksandro, ki je veljala za eno izmed najlepših princes v Evropi. Njun zakon je prav tako načrtoval Albert, ki pa je decembra 1861 umrl. Vendar je svojemu sinu zapustil nalogo potovanja po vzhodu evropske celine, čigar konec naj bi Bertie okronal s poroko in točno tako se je tudi zgodilo. Po svojem potovanju se je Bertie poročil s hčerjo danskega prestolonaslednika, Aleksandro. Ta se je kmalu po njuni poroki odtujila od britanske družbe in svoje dneve preživljala v Windsorju.
Skupaj sta Edvard in Aleksandra imela šest otrok:
- Princ Albert Viktor, vojvoda Clarenški in Avondalski (1864-1892)
- Princ Jurij, valižanski princ, kasneje Jurij V. Britanski (1865-1936)
- Princesa Luiza (1867-1931)
- Princesa Viktorija (1868-1935)
- Princesa Matilda valižanska (1869-1938)
- Prince Aleksander Jan valižanski (1871-1871)

Prvorojeni sin Edvarda in Aleksandre, princ Albert Viktor je umrl za influenzo le šest dni po svojem 28. rojstnem dnevu. Zaročen je bil s princeso Marijo Teško, ki pa se je po njegovi smrti poročila z njegovim mlajšim bratom, Jurijem V. Britanskim. Kraljeva linija Jurija in Marije se tako nadaljuje še danes, njena vnukinja je bila Elizabeta II. Britanska, pravnuk pa je Karel III. Britanski.
Princesa Matilda Valižanska se je poročila s princem Karlom danskim, ki je kasneje postal kralj Haakon VII. Norveški, njun sin pa je kralj Harald I. Norveški.

### Princesa Alice Matilda Marija
Tretja v družini Alice se je poročila s princem Ludvikom hessenskim, ki je kasneje postal veliki vojvoda Ludvik IV. Hessenski, 1. julija 1862. Skupaj sta imela sedem otrok:
- Princesa Viktorija hessenska in renska (1863-1950)
- Princesa Elizabeta hessenska in renska (1864-1918)
- Princesa Irena hessenska in renska (1866-1953)
- Ernest Ludvik, kasneje veliki vojvoda hessenski (1968-1937)
- Princesa Friderik hessenska in renska (1870-1873)
- Princesa Alix hessenska in renska (1872-1918)
- Princesa Marija hessenska in renska (1874-1878)

Hčere Alice in Ludvika so s svojimi porokami še povečale politično in kraljevo povezanost evropske celine. Princesa Viktorija se je poročila s princem Ludvikom battenberškim, njuna hči pa je bila princesa Alice, Andrew grška in danska, mati princa soproga Filipa, vojvode edinburškega. Prav tako je bila hči Viktorije kraljica Švedske, Luiza. 
Druga hči Alice in Ludvika, princesa Elizabeta se je poročila z ruskim velikim vojvodo Sergejem Aleksandrovičem, ki je bil peti sin carja Aleksandra II. Princ Ernest Ludvik je postal veliki vojvoda hessenski po smrti očeta, poročil pa se je s svojo sestrično, princeso Viktorijo Melito saško-coburško in gothsko. Princesa Alix, najmlajša hči tretje Viktorijine hčere, pa se je poročila z Nikolajem II. ruskim in postala zadnja ruska cesarica. Imela je pet otrok, skupaj z družino pa je bila umorjena 17. julija 1918. Po poroki se je princesa Alix preimenovala v carico Aleksandro Fjodorovno rusko.

### Princ Alfred Ernest Albert, vojvoda Saško-Coburški in Gothski
Princ Alfred se je poročil z veliko grofico Marijo Aleksandrovno rusko, edino preživelo hčerjo carja Aleksandra II in cesarice Marije Alexandrovne. Poročila sta se v Sankt Peterburgu 23. januarja 1874. Alfred je 1893 postal vojvoda Saško-Coburški in Gothski po smrti njegovega strica Ernesta II. Skupaj z ženo sta imela šest otrok, izmed njih enega mrtvorojenega sina:
- Princ Alfred, kasneje dedni princ Saško-Coburški in Gothski (1874-1899)
- Princesa Marija edinburška (1875-1938)
- Princesa Viktorija Melita saško-coburška in gothska (1876-1936)
- Princesa Aleksandra saško-coburška in gothska (1878-1942)
- Princesa Beatrika saško-coburška in gothska (1884-1966)

Princesa Marija edinburška, drugorojena hči Alfreda in Marije se je poročila z romunskim kraljem Ferdinandom in postala kraljica Romunije, njun sin pa je bil oče Mihaila I. Romunskega. Njuna hči Elizabeta je bila poročena s kraljem Jurijem II. Grškim, njuna druga hči pa s kraljem Aleksandrom I. Jugoslovanskim in bila mati kralja Petra II.
Princesa Viktorija Melita se je poročila s svojim bratrancem princem Ernestom Ludvikom. 

### Princesa Helena Avgusta Viktorija
Princesa Helena se je poročila s princem Kristjanom schleswiško holsteinskim, 5. julija 1866 v Windsorju. Skupaj sta imela šest otrok, vendar so le štirje preživeli otroštvo, dva sinova sta umrla deset dni po rojstvu. Princesa Helena ni imela nobenih vnukov. Njuni otroci so bili:
- Princ Kristijan Viktor schleswiško holsteinski (1867-1900)
- Princ Albert, kasneje vojvoda schleswiško holsteinski (1869-1931)
- Princesa Helena Viktorija (1870-1948)
- Princesa Marija Luiza (1872-1956)

### Princesa Luiza Karolina Alberta
Princesa Luiza se je poročila z 9. argyllskim vojvodo Johnom Campbellom, je bila edini Viktorijin otrok brez svojih otrok. Prav tako je bila prvi otrok britanskega monarha od leta 1515, da se je poročila z nekom, ki ni izhajal s kraljeve hiše. Njen mož, John Campbell je služil kot guverner Kanade med leti 1878-1883.

### Princ Artur vojvoda Connaught in Starthearn
Princ Artur se je poročil s princeso Luizo Margareto prusko 13. marca 1879. Skupaj sta imela tri otroke:
- Princesa Margareta connaught (1882-1920)
- Princ Artur connaught (1883-1938)
- Princesa Patricija connaught (1886-1974)

Princ Artur je bil prvi in edini član kraljeve družine, ki je služil v službi glavnega guvernerja Kanade, čeprav je v tej službi služil njegov svak pred njim, vendar John Campbell ni bil kraljevega rodu. Arturjeva najstarejša hči, princesa Margareta se je poročila s Gustavom VI. Adolfom Švedskim, njun vnuk pa je Karl XVI. Gustav Švedski. Hči Margarete in Gustava, princesa Ingrid švedska se je poročila s Friderikom IX. Danskim. Najmlajši sin Margarete in Gustava, Arturjev vnuk, pa je bil grof Karl Johan Bernadotte Wisborški, ki je bil zadnji od Viktorijinih pravnukov. 

### Princ Leopold
Prince Leopold se je poročil s princeso Heleno waldeško in pyrmontsko 27. aprila 1882. Od svoje matere je podedoval hemofilijo. Z ženo Heleno sta imela dva otroka:
- Princesa Alice albanyska (1883-1981)
- Princ Karl Edvard, kasneje vojvoda saško-coburški in gothski (1884-1954)

Princesa Alice se je poročila s princem Aleksandrom Teškim, mlajšim bratom Marije Teške, britanske kraljice. Bila je najdlje živeča vnukinja kraljice Viktorije. Princ Karl Edvard je nasledil svojega strica Alfreda kot vojvoda saško-coburški in gothski, vendar se je položaju moral odreči med nemško revolucijo 1918. Poročil se je s princeso Viktorijo Adelajdo schleswiško holsteinsko, njegova hči princesa Sibila pa je bila mati kralja Karla XVI. Gustava Švedskega.

### Princesa Beatrika
Princesa Beatrika se je poročila s princem Henrikom battenberškim 23. julija 1885. Skupaj sta imela štiri otroke:
- Princ Aleksander battenberški (1886-1960)
- Princesa Viktorija Evgenija battenberška (1887-1969)
- Princ Leopold battenberški (1889-1922)
- Princ Mavricij battenberški (1891-1914)

Družina princese Beatrike se je morala med 1. svetovno vojno odreči svojim naslovom, prevzeli pa so priimek Mountbatten, Hči Beatrike in Hernika, princesa Viktorija Evgenija se je poročila z Alfonzom XIII. Španskim, skozi zakon in otroke je bila babica Juan Carlosa I. Španskega. Sin Beatrike in Henrika, princ Aleksander, je kasneje postal markiz Carisbrooke.

## Poroke na političnem parketu Evrope
Princ Albert je bil tisti, ki je o porokah svojih otrok razmišljal kot možnih političnih povezavah. Največ svojih upov je položil na ramena svoje najstarejše hčerke, princese Viktorije, ki jo je poročil v prusko kraljevo družino z upi, da bo Viktorija skupaj z možem, bodočim nemškim cesarjem uspela združiti nemške dežele v enotno Nemčijo.  Kraljica je svojega moža seveda podpirala, vendar se je sama porok svojih otrok lotevala bolj oddaljeno, zanimalo jo je predvsem to, katera od njenih hčera bo po poroki ostala v njeni bližini.

### Poroka princese Viktorije in Friderika
Poroka najstarejše hčere Alberta in Viktorija je bila tudi tista, ki je bila sklenjena z največ politike v mislih. Princ Albert je svojo hčer s poroko povezal s kraljevo hišo Prusije, skupaj z združitvijo kraljevih hiš pa si je prizadeval tudi združitev Nemčije. Albertov načrt je bil tudi povečati politično povezavo med Veliko Britanijo in Nemčijo ter tako ponovno poudariti status Britanije kot mirovne sile na evropskem kontinentu. Vendar je načrte Alberta prekrižal Otto von Bismarck, ki je kot kancler Nemškega kraljestva združil Nemčijo v enotno državo več kot 20 let po poroki Viktorije in Friderika. Bismarck je britanski kraljevi družini povzročil preglavice že v vojni Prusije in Avstrije z Dansko, kamor je bil vpleten tudi britanski prestolonaslednik Bertie, čigar žena Alexandra se je bala za svojega očeta, danskega kralja Kristijana IX. A vendar je z združitvijo Nemčije dosegel ravno to, h čemur je Albert stremel, skorajda kljub poroki Viktorije in Friderika. Politične ambicije Alberta glede Nemčije so se po njegovi smrti, 1961, znašle v še večji nevarnosti, ko sta zbolela oba oče in sin, Viljem I. ter Friderik, in je izgledalo, da bo nemški prestol nasledil Viktorijin najstarejši sin, princ Viljem.
Viljem II je svojega očeta res nasledil junija 1888 in takoj po prevzemu oblasti, je dal svoji materi jasno vedeti, da so njeni politični upi in prošnje končane. Svojo oblast je takoj pokazal tudi svojemu stricu, Edvardu, ki ga je iz Dunaja odslovil takoj po njegovem prihodu in razmere med nemškim ter britanskim dvorom so se občutno ohladile. Prav tako je Viljem hitro prevzel vajeti kot glava družine in v svoje roke vzel prihodnosti svojih sester. Sestrama je uredil poroke, ki so ustrezale njegovim političnim željam, njegova mati Viktorija pa je svojega sina gledala le še iz ozadja.
Poroka princese Alix in Nikolasa
Princesa Alix je bila hči princese Alice, vnukinja kraljice Viktorije, njeno poroko pa je v svoje roke vzel njen bratranec, nemški cesar Viljem II. Verjel je, da bi z združitvijo ruske in nemške (ter britanske) kraljeve družine pridobil močno politično zaveznico v Rusiji, prav tako pa se je nadejal hvaležnosti ženina Nikolaja, kot bodočega ruskega carja. Viljem je sam nagovoril Nikolaja naj Alix zaprosi za roko, mlademu paru pa je tudi priporočil naj se nemudoma po zaroki odpravita h kraljici Viktoriji, saj se je zavedal, da Viktorija te poroke ne odobrava. Kraljica Viktorija je namreč upala, da bi se Alix poročila s princem Albertom Viktorjem, sinom prestolonaslednika Edvarda, vendar je naposled zaroki le dala svojo privolitev. Alix in Nikolaj sta bila poročena leta 1894, njuna poroka pa je Viljemu II prinesla popolno nasprotje od tega kar si je želel.
Kljub ogromni politični aliansi, ki jo je prinesla poroka Alix in Nikolaja, skupaj sta tako povezala kraljeve hiše Britanije, Nemčije in Rusije, sta se v Evropi oblikovala dva bloka, Francija je namreč sklenila zavezništvo z Rusijo, ki je stalo nasproti nemškega zavezništva z Italijo in Rusijo. Pred poroko pa je tudi umrl ruski car Aleksander III in mlad par je takoj po poroki nastopil kot vladarski par Rusije. V letih po njuni poroki so se odnosi med Britanijo in Nemčijo znatno ohladili, predvsem zaradi odnosa Viljema II do princa Edvarda, kraljica Viktorija pa je Alix in Nikolaja skušala uporabiti kot nekakšen most med vsemi tremi velesilami. Nikolaja je večkrat prosila, naj se kot član njene družine, potrudi omiliti nemško-britanske odnose, ter naj pomiri francosko-britanske odnose, vendar se Nikolaj na kraljičina pisma in pozive ni rad odzival. Viktoriji je na njena prigovarjanja odgovarjal s svojim prepričanjem, da političnih interesov ne morejo voditi družinske veze ali čustva. Tako je kljub trudom politični aspekt poroke Alix in Nikolaja kmalu zbledel.